# نانسي أميس
نانسي أميس (بالإنجليزية: Nancy Ames)‏ هي مغنية أمريكية، ولدت في 30 سبتمبر 1937 في واشنطن العاصمة في الولايات المتحدة.

## وصلات خارجية
- نانسي أميس على موقع IMDb (الإنجليزية)
- نانسي أميس على موقع ميوزك برينز (الإنجليزية)
- نانسي أميس على موقع أول ميوزيك (الإنجليزية)
- نانسي أميس على موقع ديسكوغز (الإنجليزية)
- نانسي أميس على موقع قاعدة بيانات الفيلم (الإنجليزية)